# Bigoudi
Pour les articles homonymes, voir Bigoudi (homonymie).
Un bigoudi est un ustensile de coiffure constitué d'un petit tube qu'on enroule dans les cheveux afin de les faire boucler ou friser et de changer de coiffure de façon provisoire dans le cas d'une mise en plis ou plus durable dans le cadre d'une permanente.
Le diamètre d'un bigoudi varie de 1 à 6 cm.

## Fonctionnement

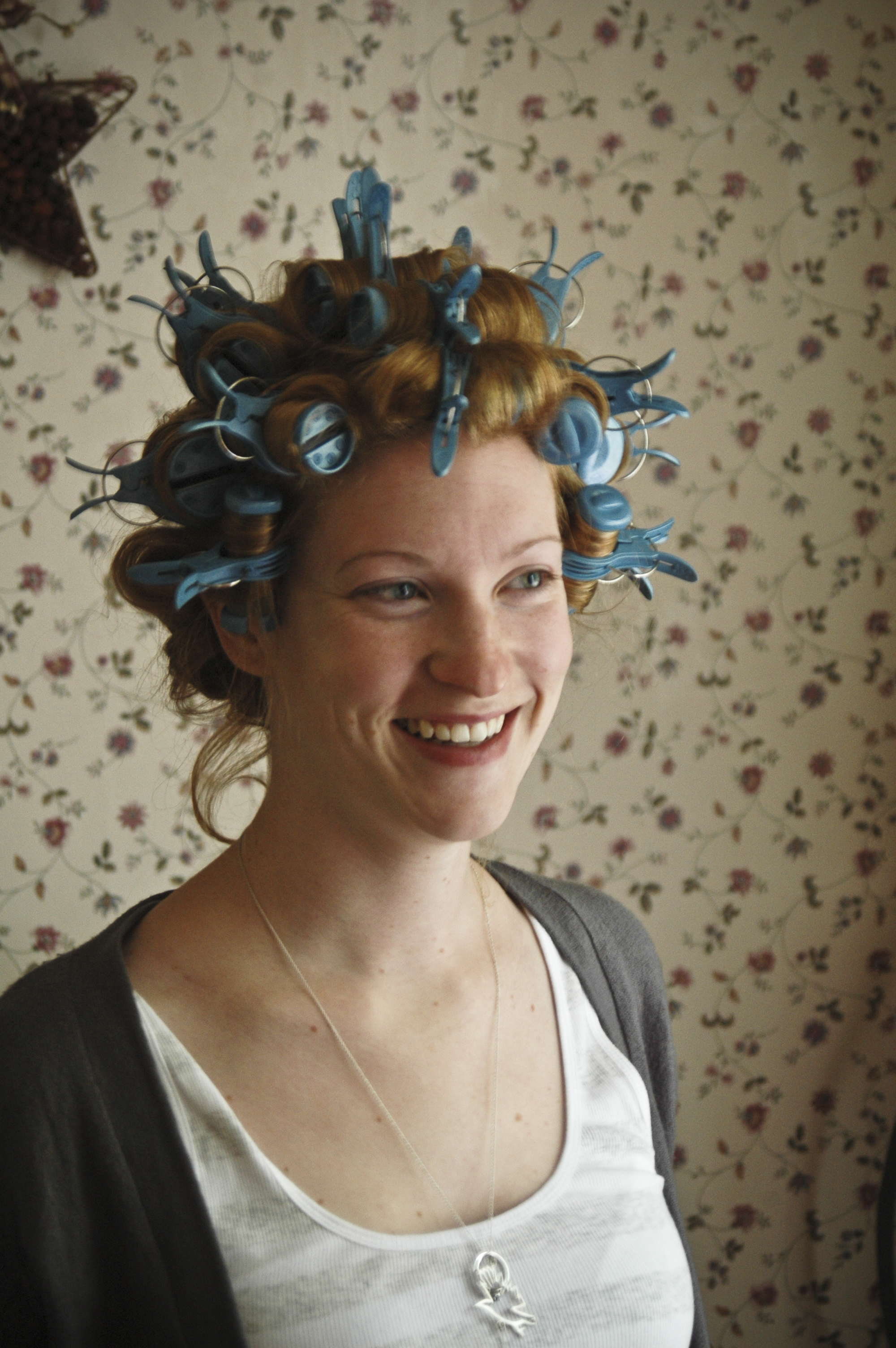
Femme portant des bigoudis.

Les cheveux sont chauffés, et le bigoudi casse les liaisons hydrogènes du cortex des cheveux, ces liaisons se reforment après que le cheveu a été humidifié.

Coiffeuse utilisant des bigoudis.
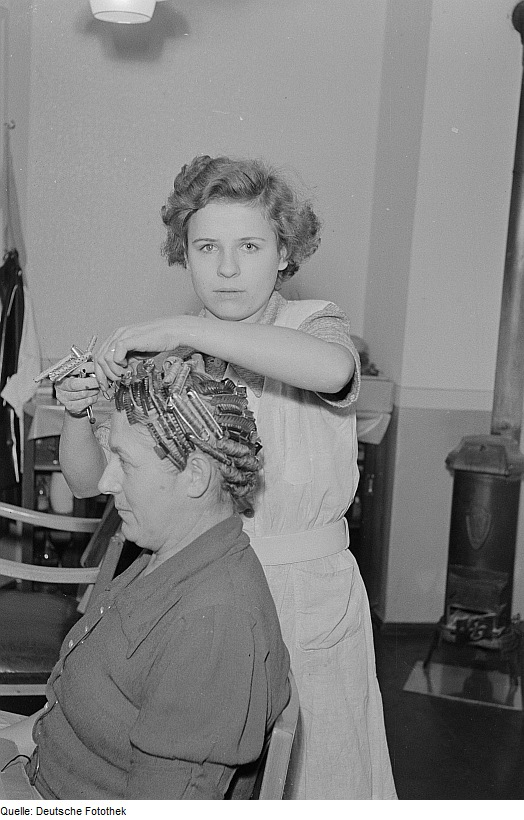
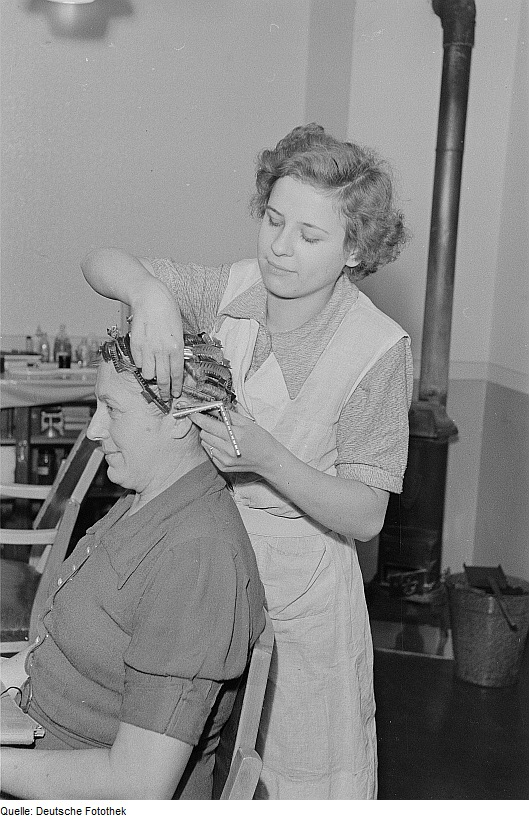
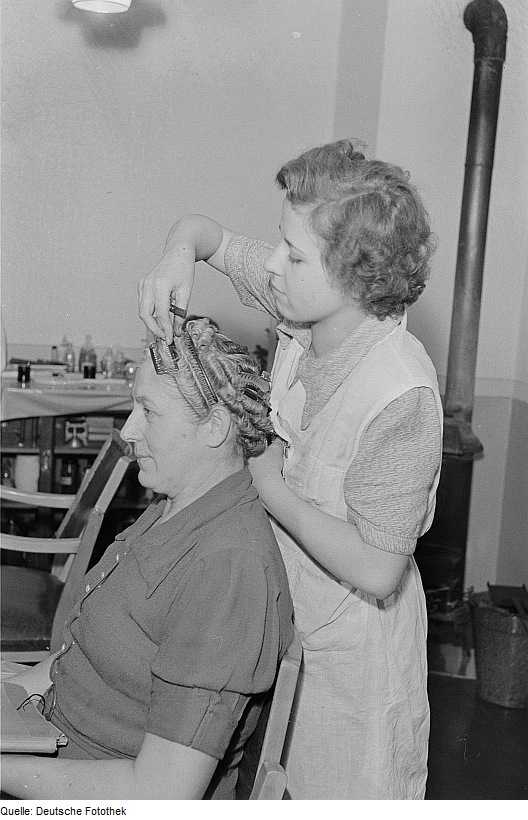
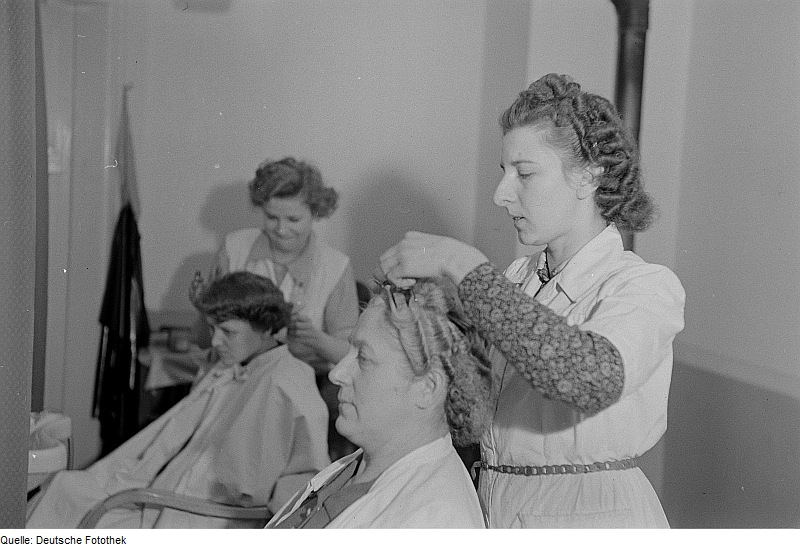

## Histoire
Le Grand Larousse du XIXe siècle précise que les premiers bigoudis, remplaçant au XIXe siècle les aiguilles doubles, la broche et les papillotes, sont de petites tiges de plomb entourées d’étoupe et recouvertes de cuir.